# Liste der Landtagswahlkreise in Nordrhein-Westfalen 2017

Landtagswahlkreise in NRW bei der Landtagswahl 2017

Die Liste der Landtagswahlkreise in Nordrhein-Westfalen 2017 enthält alle 128 Wahlkreise, die bei der Landtagswahl in Nordrhein-Westfalen 2017 verwendet wurden.
Gegenüber 2010 bzw. 2012 wurde die Einteilung der Wahlkreise teilweise verändert, was vor allem aus der unterschiedlichen Bevölkerungsentwicklung resultiert. Das Gesetz zur Änderung des Gesetzes über die Wahlkreiseinteilung für die Wahl zum Landtag Nordrhein-Westfalen wurde im Landtag mit den Stimmen von SPD und Grünen verabschiedet und am 10. November 2015 im Gesetz- und Verordnungsblatt verkündet. Im Einzelnen sind betroffen:
- Kreis Euskirchen: Es findet ein Tausch zwischen den Wahlkreisen 8 und 12 statt. Die Gemeinde Dahlem gehört ab sofort dem Wahlkreis Euskirchen I an, Kall ist nunmehr Bestandteil des Wahlkreises Düren II – Euskirchen II.
- Wuppertal/Solingen: Die Einteilung der Wahlkreise wird erneut verändert, sodass unter anderem der Wahlkreis 33 jetzt deutlich weiter nach Solingen hineindringt.
- Remscheid: Der Wahlkreis 35 Remscheid wird um die Gemeinde Radevormwald des Oberbergischen Kreises erweitert. Dies stößt teilweise auf Kritik, da der Wahlkreis nunmehr Gebiete aus zwei unterschiedlichen Regierungsbezirken umfasst: Remscheid gehört zum Regierungsbezirk Düsseldorf, Radevormwald zum Regierungsbezirk Köln.
- Krefeld: Der Wahlkreis 47 Krefeld I wird um die Gemeinde Tönisvorst des Kreises Viersen erweitert.
- Duisburg: Der Zuschnitt aller vier Wahlkreise wird geändert, der Wahlkreis 61 Duisburg II umfasst jetzt den gesamten Stadtbezirk Homberg/Ruhrort/Baerl und damit nicht mehr ausschließlich linksrheinisches Gebiet. Der Wahlkreis 63 Duisburg IV wird um die Ortsteile Orsoy und Budberg der Gemeinde Rheinberg erweitert. Auch diese Änderung wurde kritisiert, das Gebiet der Gemeinde Rheinberg liegt nämlich auf der anderen Rheinseite und ist auf direktem Weg von Hamborn oder Walsum aus nur per Fähre zu erreichen. Rheinberg und Borth verbleiben im Wahlkreis Wesel II.
- Essen: Der Wahlkreis 68 Essen IV wird zugunsten anderer Essener Wahlkreise verkleinert.
- Kreis Minden-Lübbecke: Da der Wahlkreis 89 Minden-Lübbecke II zu groß geworden ist, wird die Gemeinde Bad Oeynhausen herausgelöst und zwischen den beiden Wahlkreisen im Kreis Herford aufgeteilt. Der direkt gewählte Abgeordnete des Wahlkreises 90 Herford I vertritt zukünftig auch die Interessen im Stadtzentrum, in Lohe und Rehme. Der Wahlkreis 91 Herford II wird um die Stadtteile Dehme, Eidinghausen, Volmerdingsen, Werste und Wulferdingsen erweitert.

Darüber hinaus finden kleinere Korrekturen in Bonn und Hilden statt, die aus der Neunummerierung oder -abgrenzung von Kommunalwahlbezirken resultieren. Die Abgrenzung der Landtagswahlkreise ist davon nicht wesentlich betroffen.
Durch das Gesetz zur Änderung des Landeswahlgesetzes und weiterer landeswahlrechtlicher Vorschriften vom 24. Mai 2016 wurde das Wahlkreisgesetz aufgehoben, die Grundlagen zur Abgrenzung der Wahlkreise werden dem Landeswahlgesetz hinzugefügt. Dieses umfasst nunmehr auch die Einteilung der Wahlkreise als Anlage. Dadurch verändert sich teilweise die Beschreibung der Wahlkreisgebiete, deren Grenzen werden aber nicht wesentlich angetastet. In Mönchengladbach orientiert sich die Einteilung nicht mehr an den Stadtbezirken, die in dieser Form bereits 2009 abgeschafft wurden, sondern an den Stadtteilen. In Münster folgt die Aufteilung der Stadtbezirke West und Mitte nicht mehr einem komplizierten Straßenverlauf, sondern den Kommunalwahlbezirken.

## Wahlkreise mit Gebietsbeschreibung
| Nr.                         | Wahlkreis                            | Gebiet |
| Regierungsbezirk Köln       | Regierungsbezirk Köln                | Regierungsbezirk Köln |
| --------------------------- | ------------------------------------ | --- |
| 1                           | Aachen I                             | Von der Stadt Aachen die Stadtbezirke Mitte (nördl. Teil), Laurensberg, Richterich und Haaren |
| 2                           | Aachen II                            | Von der Stadt Aachen die Stadtbezirke Mitte (südl. Teil), Brand, Eilendorf und Kornelimünster/Walheim                                                                                            |
| 3                           | Aachen III                           | Alsdorf, Baesweiler, Herzogenrath, Würselen |
| 4                           | Aachen IV                            | Eschweiler, Monschau, Roetgen, Simmerath, Stolberg |
| 5                           | Rhein-Erft-Kreis I                   | Bedburg, Bergheim, Elsdorf, Pulheim |
| 6                           | Rhein-Erft-Kreis II                  | Frechen, Hürth, Kerpen (teilweise) |
| 7                           | Rhein-Erft-Kreis III                 | Brühl, Erftstadt, Kerpen (teilweise), Wesseling |
| 8                           | Euskirchen I                         | Bad Münstereifel, Blankenheim, Dahlem, Euskirchen, Mechernich, Nettersheim, Weilerswist, Zülpich                                                                                                 |
| 9                           | Heinsberg I                          | Gangelt, Geilenkirchen, Heinsberg, Selfkant, Übach-Palenberg, Waldfeucht |
| 10                          | Heinsberg II                         | Erkelenz, Hückelhoven, Wassenberg, Wegberg |
| 11                          | Düren I                              | Aldenhoven, Inden, Jülich, Langerwehe, Linnich, Merzenich, Niederzier, Nörvenich, Titz, Vettweiß                                                                                                 |
| 12                          | Düren II – Euskirchen II             | Vom Kreis Düren die Gemeinden Düren, Heimbach, Hürtgenwald, Kreuzau und Nideggen, vom Kreis Euskirchen die Gemeinden Hellenthal, Kall und Schleiden                                              |
| 13                          | Köln I                               | Stadtbezirk Rodenkirchen, vom Stadtbezirk Innenstadt die Stadtteile Altstadt-Süd und Neustadt-Süd                                                                                                |
| 14                          | Köln II                              | Stadtbezirk Lindenthal |
| 15                          | Köln III                             | Stadtbezirk Ehrenfeld, vom Stadtbezirk Nippes die Stadtteile Nippes und Bilderstöckchen |
| 16                          | Köln IV                              | Stadtbezirk Chorweiler, vom Stadtbezirk Nippes die Stadtteile Mauenheim, Riehl, Niehl, Weidenpesch und Longerich                                                                                 |
| 17                          | Köln V                               | Stadtbezirk Porz, vom Stadtbezirk Kalk die Stadtteile Merheim, Brück und Rath/Heumar |
| 18                          | Köln VI                              | Vom Stadtbezirk Innenstadt die Stadtteile Altstadt-Nord, Neustadt-Nord und Deutz, vom Stadtbezirk Kalk die Stadtteile Humboldt/Gremberg, Kalk, Vingst, Höhenberg, Ostheim und Neubrück           |
| 19                          | Köln VII                             | Stadtbezirk Mülheim |
| 20                          | Leverkusen                           | Leverkusen |
| 21                          | Rheinisch-Bergischer Kreis I         | Bergisch Gladbach, Rösrath |
| 22                          | Rheinisch-Bergischer Kreis II        | Burscheid, Kürten, Leichlingen (Rheinland), Odenthal, Overath, Wermelskirchen |
| 23                          | Oberbergischer Kreis I               | Gummersbach, Hückeswagen, Lindlar, Marienheide, Wipperfürth |
| 24                          | Oberbergischer Kreis II              | Bergneustadt, Engelskirchen, Morsbach, Nümbrecht, Reichshof, Waldbröl, Wiehl |
| 25                          | Rhein-Sieg-Kreis I                   | Eitorf, Hennef, Lohmar, Much, Neunkirchen-Seelscheid, Ruppichteroth, Windeck |
| 26                          | Rhein-Sieg-Kreis II                  | Bad Honnef, Königswinter, Sankt Augustin |
| 27                          | Rhein-Sieg-Kreis III                 | Alfter, Bornheim, Meckenheim, Rheinbach, Swisttal, Wachtberg |
| 28                          | Rhein-Sieg-Kreis IV                  | Niederkassel, Siegburg, Troisdorf |
| 29                          | Bonn I                               | Stadtbezirke Bonn (nördl. Teil) und Beuel |
| 30                          | Bonn II                              | Stadtbezirke Bonn (südl. Teil), Hardtberg und Bad Godesberg |
| Regierungsbezirk Düsseldorf |                                      | |
| 31                          | Wuppertal I                          | Stadtbezirke Barmen (teilweise), Heckinghausen, Langerfeld-Beyenburg, Oberbarmen, Ronsdorf |
| 32                          | Wuppertal II                         | Stadtbezirke Barmen (teilweise), Elberfeld (teilweise), Uellendahl-Katernberg |
| 33                          | Wuppertal III – Solingen II          | Von Wuppertal die Stadtbezirke Cronenberg, Elberfeld (teilweise), Elberfeld-West und Vohwinkel, von Solingen die Stadtbezirke Gräfrath und Wald (teilweise)                                      |
| 34                          | Solingen I                           | Von Solingen die Stadtbezirke Burg/Höhscheid, Mitte, Ohligs/Aufderhöhe/Merscheid, und Wald (teilweise)                                                                                           |
| 35                          | Remscheid – Oberbergischer Kreis III | Remscheid, vom Oberbergischen Kreis (Regierungsbezirk Köln) die Gemeinde Radevormwald |
| 36                          | Mettmann I                           | Hilden (südl. Teil), Langenfeld, Monheim am Rhein |
| 37                          | Mettmann II                          | Erkrath, Haan, Hilden (nördl. Teil), Mettmann (südl. Teil) |
| 38                          | Mettmann III                         | Heiligenhaus, Ratingen |
| 39                          | Mettmann IV                          | Mettmann (nördl. Teil), Velbert, Wülfrath |
| 40                          | Düsseldorf I                         | Stadtbezirke 1, 5 und 6 |
| 41                          | Düsseldorf II                        | Stadtbezirke 2 und 7, vom Stadtbezirk 8 die Stadtteile Eller und Lierenfeld |
| 42                          | Düsseldorf III                       | Stadtbezirke 3 und 4 |
| 43                          | Düsseldorf IV                        | Stadtbezirke 9 und 10, vom Stadtbezirk 8 die Stadtteile Vennhausen und Unterbach |
| 44                          | Rhein-Kreis Neuss I                  | Neuss |
| 45                          | Rhein-Kreis Neuss II                 | Dormagen, Grevenbroich, Rommerskirchen |
| 46                          | Rhein-Kreis Neuss III                | Jüchen, Kaarst, Korschenbroich, Meerbusch |
| 47                          | Krefeld I – Viersen III              | Von Krefeld die Stadtbezirke West, Mitte, Süd und Fischeln, vom Kreis Viersen die Gemeinde Tönisvorst                                                                                            |
| 48                          | Krefeld II                           | Stadtbezirke Nord, Hüls, Oppum-Linn, Ost und Uerdingen |
| 49                          | Mönchengladbach I                    | Mönchengladbach (südöstl. Teil) |
| 50                          | Mönchengladbach II                   | Mönchengladbach (nordwestl. Teil) |
| 51                          | Viersen I                            | Schwalmtal, Viersen, Willich |
| 52                          | Viersen II                           | Brüggen, Grefrath, Kempen, Nettetal, Niederkrüchten |
| 53                          | Kleve I                              | Geldern, Issum, Kalkar, Kerken, Kevelaer, Rheurdt, Straelen, Uedem, Wachtendonk, Weeze |
| 54                          | Kleve II                             | Bedburg-Hau, Emmerich, Goch, Kleve, Kranenburg, Rees |
| 55                          | Oberhausen I                         | Stadtbezirke Alt-Oberhausen und Osterfeld |
| 56                          | Oberhausen II – Wesel I              | Von Oberhausen der Stadtbezirk Sterkrade, vom Kreis Wesel die Gemeinde Dinslaken |
| 57                          | Wesel II                             | Alpen, Kamp-Lintfort, Neukirchen-Vluyn (nördl. Teil), Rheinberg (nordwestl. Teil), Sonsbeck, Xanten                                                                                              |
| 58                          | Wesel III                            | Hamminkeln, Hünxe, Schermbeck, Voerde, Wesel |
| 59                          | Wesel IV                             | Moers, Neukirchen-Vluyn (südl. Teil) |
| 60                          | Duisburg I                           | Stadtbezirk Süd, vom Stadtbezirk Mitte die Ortsteile Neudorf und Wanheimerort |
| 61                          | Duisburg II                          | Stadtbezirke Homberg/Ruhrort/Baerl und Rheinhausen |
| 62                          | Duisburg III                         | Stadtbezirk Meiderich-Beeck, vom Stadtbezirk Mitte die Ortsteile Altstadt, Neuenkamp, Kaßlerfeld, Duissern, Dellviertel und Hochfeld                                                             |
| 63                          | Duisburg IV – Wesel V                | Von Duisburg die Stadtbezirke Walsum und Hamborn, vom Kreis Wesel die Gemeinde Rheinberg (südöstl. Teil)                                                                                         |
| 64                          | Mülheim I                            | Mülheim an der Ruhr ohne Winkhausen |
| 65                          | Essen I – Mülheim II                 | Von Essen die Stadtbezirke IV und V, von Mülheim an der Ruhr der Ortsteil Winkhausen |
| 66                          | Essen II                             | Vom Stadtbezirk I die Stadtteile Huttrop und Frillendorf, Stadtbezirke VI und VII, vom Stadtbezirk VIII die Stadtteile Byfang und Burgaltendorf                                                  |
| 67                          | Essen III                            | Vom Stadtbezirk I die Stadtteile Stadtkern, Ostviertel, Nordviertel, Westviertel, Südviertel und Südostviertel, Stadtbezirk III, vom Stadtbezirk IX die Stadtteile Bredeney und Schuir           |
| 68                          | Essen IV                             | Stadtbezirk II, vom Stadtbezirk VIII die Stadtteile Heisingen, Kupferdreh, Überruhr-Hinsel und Überruhr-Holthausen, vom Stadtbezirk IX die Stadtteile Werden, Heidhausen, Fischlaken und Kettwig |
| Regierungsbezirk Münster    |                                      | |
| 69                          | Recklinghausen I                     | Recklinghausen |
| 70                          | Recklinghausen II                    | Herten, Marl (westl. Teil) |
| 71                          | Recklinghausen III                   | Dorsten (südl. Teil), Gladbeck |
| 72                          | Recklinghausen IV                    | Datteln (nordwestl. Teil), Dorsten (nördl. Teil), Haltern am See, Marl (östl. Teil), Oer-Erkenschwick                                                                                            |
| 73                          | Recklinghausen V                     | Castrop-Rauxel, Datteln (südöstl. Teil), Waltrop |
| 74                          | Gelsenkirchen I                      | Stadtbezirke Nord, West und Ost |
| 75                          | Gelsenkirchen II                     | Stadtbezirke Mitte und Süd |
| 76                          | Bottrop                              | Bottrop |
| 77                          | Borken I                             | Bocholt, Borken, Isselburg, Rhede |
| 78                          | Borken II                            | Ahaus, Gronau, Heek, Legden, Schöppingen, Stadtlohn, Vreden |
| 79                          | Coesfeld I – Borken III              | Vom Kreis Borken die Gemeinden Gescher, Heiden, Raesfeld, Reken, Südlohn und Velen, vom Kreis Coesfeld die Gemeinden Billerbeck, Coesfeld, Havixbeck und Rosendahl                               |
| 80                          | Coesfeld II                          | Ascheberg, Dülmen, Lüdinghausen, Nordkirchen, Nottuln, Olfen, Senden |
| 81                          | Steinfurt I                          | Altenberge, Greven, Horstmar, Laer, Metelen, Neuenkirchen, Nordwalde, Ochtrup, Steinfurt, Wettringen                                                                                             |
| 82                          | Steinfurt II                         | Emsdetten, Hörstel, Ladbergen, Rheine, Saerbeck |
| 83                          | Steinfurt III                        | Hopsten, Ibbenbüren, Lengerich, Lienen, Lotte, Mettingen, Recke, Tecklenburg, Westerkappeln |
| 84                          | Münster I                            | Stadtbezirke Nord, Ost, West (nördl. Teil) und Mitte (nördl. Teil) |
| 85                          | Münster II                           | Stadtbezirke Süd-Ost, Hiltrup, West (südl. Teil) und Mitte (südl. Teil) |
| 86                          | Warendorf I                          | Beelen, Ennigerloh, Everswinkel, Oelde, Ostbevern, Sassenberg, Telgte, Warendorf |
| 87                          | Warendorf II                         | Ahlen, Beckum, Drensteinfurt, Sendenhorst, Wadersloh |
| Regierungsbezirk Detmold    |                                      | |
| 88                          | Minden-Lübbecke I                    | Espelkamp, Hille, Hüllhorst, Lübbecke, Petershagen, Preußisch Oldendorf, Rahden, Stemwede |
| 89                          | Minden-Lübbecke II                   | Minden, Porta Westfalica |
| 90                          | Herford I – Minden-Lübbecke III      | Vom Kreis Herford die Gemeinden Enger, Herford, Hiddenhausen und Vlotho, vom Kreis Minden-Lübbecke die Gemeinde Bad Oeynhausen (südl. Teil)                                                      |
| 91                          | Herford II – Minden-Lübbecke IV      | Vom Kreis Herford die Gemeinden Bünde, Kirchlengern, Löhne, Rödinghausen und Spenge, vom Kreis Minden-Lübbecke die Gemeinde Bad Oeynhausen (nördl. Teil)                                         |
| 92                          | Bielefeld I                          | Stadtbezirke Mitte, Schildesche und Gadderbaum |
| 93                          | Bielefeld II                         | Stadtbezirke Heepen, Brackwede, Stieghorst, Sennestadt und Senne |
| 94                          | Gütersloh I – Bielefeld III          | Von Bielefeld die Stadtbezirke Dornberg und Jöllenbeck, vom Kreis Gütersloh die Gemeinden Borgholzhausen, Halle (Westf.), Steinhagen, Versmold und Werther                                       |
| 95                          | Gütersloh II                         | Gütersloh, Harsewinkel, Herzebrock-Clarholz |
| 96                          | Gütersloh III                        | Langenberg, Rheda-Wiedenbrück, Rietberg, Schloß Holte-Stukenbrock, Verl |
| 97                          | Lippe I                              | Bad Salzuflen, Lage, Leopoldshöhe, Oerlinghausen |
| 98                          | Lippe II                             | Barntrup, Blomberg, Dörentrup, Extertal, Kalletal, Lemgo, Lügde |
| 99                          | Lippe III                            | Augustdorf, Detmold, Horn-Bad Meinberg, Schieder-Schwalenberg, Schlangen |
| 100                         | Paderborn I                          | Altenbeken, Bad Lippspringe, Bad Wünnenberg, Borchen, Büren, Delbrück, Hövelhof, Lichtenau, Salzkotten                                                                                           |
| 101                         | Paderborn II                         | Paderborn |
| 102                         | Höxter                               | Kreis Höxter |
| Regierungsbezirk Arnsberg   |                                      | |
| 103                         | Hagen I                              | Stadtbezirke Mitte, Nord und Hohenlimburg |
| 104                         | Hagen II – Ennepe-Ruhr-Kreis III     | Von Hagen die Stadtbezirke Eilpe/Dahl und Haspe, vom Ennepe-Ruhr-Kreis die Gemeinden Breckerfeld, Ennepetal und Gevelsberg                                                                       |
| 105                         | Ennepe-Ruhr-Kreis I                  | Hattingen, Schwelm, Sprockhövel, Wetter |
| 106                         | Ennepe-Ruhr-Kreis II                 | Herdecke, Witten |
| 107                         | Bochum I                             | Bochum (nordöstl. Teil) |
| 108                         | Bochum II                            | Bochum (südl. Teil) |
| 109                         | Bochum III – Herne II                | Bochum (nordwestl. Teil), von Herne der Stadtbezirk Eickel |
| 110                         | Herne I                              | Stadtbezirke Herne ohne Eickel |
| 111                         | Dortmund I                           | Stadtbezirke Innenstadt-West, Huckarde und Mengede |
| 112                         | Dortmund II                          | Stadtbezirke Innenstadt-Ost, Innenstadt-Nord und Eving |
| 113                         | Dortmund III                         | Stadtbezirke Scharnhorst, Aplerbeck und Brackel |
| 114                         | Dortmund IV                          | Stadtbezirke Hörde, Hombruch und Lütgendortmund |
| 115                         | Unna I                               | Fröndenberg, Holzwickede, Schwerte, Unna |
| 116                         | Unna II                              | Lünen, Selm, Werne |
| 117                         | Unna III – Hamm II                   | Vom Kreis Unna die Gemeinden Bergkamen, Bönen und Kamen, von Hamm der Stadtbezirk Herringen |
| 118                         | Hamm I                               | Hamm ohne Herringen |
| 119                         | Soest I                              | Bad Sassendorf, Ense, Lippetal, Möhnesee, Soest, Welver, Werl, Wickede |
| 120                         | Soest II                             | Anröchte, Erwitte, Geseke, Lippstadt, Rüthen, Warstein |
| 121                         | Märkischer Kreis I                   | Altena, Iserlohn, Nachrodt-Wiblingwerde, Werdohl |
| 122                         | Märkischer Kreis II                  | Balve, Hemer, Menden, Neuenrade, Plettenberg |
| 123                         | Märkischer Kreis III                 | Halver, Herscheid, Kierspe, Lüdenscheid, Meinerzhagen, Schalksmühle |
| 124                         | Hochsauerlandkreis I                 | Arnsberg, Eslohe, Schmallenberg, Sundern |
| 125                         | Hochsauerlandkreis II                | Bestwig, Brilon, Hallenberg, Marsberg, Medebach, Meschede, Olsberg, Winterberg |
| 126                         | Siegen-Wittgenstein I                | Burbach, Freudenberg, Neunkirchen, Siegen |
| 127                         | Siegen-Wittgenstein II               | Bad Berleburg, Bad Laasphe, Erndtebrück, Hilchenbach, Kreuztal, Netphen, Wilnsdorf |
| 128                         | Olpe                                 | Kreis Olpe |